# Тайны Смолвиля (сезон 5)
«Тайны Смолвиля» (англ. Smallville) — американский научно-фантастический телесериал, исполнительными продюсерами и авторами сценария которого являются Альфред Гоф и Майлз Миллар. Сериал повествует о молодых годах жизни Супермена — Кларка Кента, создателями которого являются Джерри Сигел и Джо Шустер. Действие происходит в вымышленном американском городке Смолвиль штата Канзас.
Главным злодеем сезона является Брейниак.
Пятый сезон сериала был показан на телевизионном канале «СТС».

## Сюжет
На Землю прилетает космический корабль Брейнниака, вторым потоком метеоритного дождя разрушая половину Смолвиля. Двое криптонцев (мужчина и женщина) — слуги некоего генерала Зода — прибыли сюда, чтобы отомстить сыну Джор-Эла… Тем временем на Северном полюсе кристалл создает ледяной замок — Крепость Одиночества.

## В ролях

### Основной состав
- Том Уэллинг — Кларк Кент (22 эпизода)
- Майкл Розенбаум — Лекс Лютор (22 эпизода)
- Эллисон Мэк — Хлоя Салливан (22 эпизода)
- Кристин Кройк — Лана Лэнг (20 эпизодов)
- Аннетт О’Тул — Марта Кент (19 эпизодов)
- Джон Гловер — Лайонел Лютор (15 эпизодов)
- Джон Шнайдер — Джонатан Кент (15 эпизодов)
- Эрика Дюранс — Лоис Лейн (13 эпизодов)

### Второстепенный состав
- Джеймс Марстерс — Милтон Файн / Мозгочей (Брэйниак) (8 эпизодов)
- Теренс Стэмп — Джор-Эл (6 эпизодов)
- Камилль Митчелл — Шериф Нэнси Адамс (3 эпизода)
- Алан Ритчсон — Артур Карри (1 эпизод)
- Ли Томпсон Янг — Виктор Стоун (1 эпизод)
- Джилл Тид — Детектив Мэгги Сойер
- Кэри Фишер — Полин Кан

## Список эпизодов
| № общий | № в сезоне | Название                   | Режиссёр       | Автор сценария                                              | Дата премьеры    | Произв. код | Зрители в США (млн) |
| --- | ---------- | -------------------------- | -------------- | ----------------------------------------------------------- | ---------------- | ----------- | ------------------- |
| 89 | 1          | «Прибытие» «Arrival»       | Джеймс Маршалл | Тодд Славкин и Даррен Свиммер                               | 29 сентября 2005 | 2T6401      | 5.90                |
| Кларк спасает Землю от уничтожения, но опасность не отступила: пара злодеев-криптонианцев прибывают на Землю в поисках Кларка. Джор-Эл использует их, чтобы вернуть Кларка в Арктику, в только что построенную Крепость Одиночества к концу сего же дня или последствия будут ужасны. Однако в конце эпизода Кларка ждут гораздо более серьёзные и интригующие испытания, чем парочка суперврагов. |            |                            |                |                                                             |                  |             |                     |
| 90 | 2          | «Смертный» «Mortal»        | Терренс О’Хара | Стивен С. ДеНайт                                            | 6 октября 2005   | 2T6402      | 5.84                |
| Кларк теряет свои силы. Джор-Эл лишает его суперспособностей, и Кларк становится обычным человеком. Обрадованный этим, он возобновляет отношения с Ланой, теперь между ними нет тайн. Однако, когда Лану, Джонатана и Марту берут в заложники три головореза, Кларк должен выяснить, как спасти близких, не имея теперь суперсил. |            |                            |                |                                                             |                  |             |                     |
| 91 | 3          | «Спрятанный» «Hidden»      | Уитни Рансик   | Келли Содерс и Брайан Питерсон                              | 13 октября 2005  | 2T6403      | 5.92                |
| Габриэль предупреждает Хлою, что он собирается выпустить ракету и стереть Смолвиль с лица земли. Все ещё без своих суперсил, Кларк пытается помешать Габриэлю и получает огнестрельную рану. В больнице Кларк находится в состоянии клинической смерти, его судьба теперь в руках Джор-Эла. Тем временем, Лекс уверен, что у Лайонела есть ключ, чтобы открыть космический корабль. |            |                            |                |                                                             |                  |             |                     |
| 92 | 4          | «Аква» «Aqua»              | Брэдфорд Мэй   | Тодд Славкин и Даррен Свиммер                               | 20 октября 2005  | 2T6404      | 6.40                |
| Отдых на кратерном озере заканчивается драматично, когда Лоис ударяется головой во время прыжка в озеро. Но Кларк не успевает спасти её, это делает за него загадочный пловец Эй Си - Аквамен. Профессор Файн рассказывает Кларку, что Лекс скрытно разрабатывает оружие. Эй Си пытается проникнуть в лабораторию Лекса, чтобы уничтожить оружие, но оказывается в руках Лекса. |            |                            |                |                                                             |                  |             |                     |
| 93 | 5          | «Жажда» «Thirst»           | Пол Шапиро     | Стивен С. ДеНайт                                            | 27 октября 2005  | 2T6405      | 5.78                |
| Лана буквально в последнюю минуту решает поступить в Университет Метрополиса. Поскольку она опоздала с поступлением и общежития заняты, она пробует стать членом общины Университета, чтобы получить место в их доме. Однако её новые подруги предлагают ей больше чем место в доме. Они обращают её в вампира и приказывают убить Кларка. Тем временем Хлоя отправляется на собеседование в Дэйли Плэнет, желая проходить там практику. Но суровому главному редактору не легко угодить. |            |                            |                |                                                             |                  |             |                     |
| 94 | 6          | «Разоблачение» «Exposed»   | Жанно Шварц    | Келли Содерс и Брайан Питерсон                              | 3 ноября 2005    | 2T6406      | 5.41                |
| Кларк и Джонатан в волнении. Сенатор Джейк Дженнингс, старый друг Джонатана, прибывает к Кентам, в поисках поддержки в предвыборной кампании. Но тут погибает девушка из стрипклуба, выясняется, что она была любовницей Дженнингса. Это делает его первым подозреваемым. В поисках ответа, кто же убил девушку, Хлоя убеждает Лоис устроится в клуб в качестве стриптизерши. |            |                            |                |                                                             |                  |             |                     |
| 95 | 7          | «Осколок» «Splinter»       | Джеймс Маршалл | Стивен С. ДеНайт                                            | 10 ноября 2005   | 2T6407      | 5.51                |
| Под влиянием серебряного криптонита Кларк начинает испытывать параноидальные галлюцинации. Он уверен, что Хлоя откроет его секрет, что Джонатан задумал что-то с Лайонелом против него, что у Лекса с Ланой тайные отношения. Хлоя и Кенты лихорадочно ищут средство излечения, но лишь доктор Файн приходит на помощь, однако преследуя свои собственные интересы. |            |                            |                |                                                             |                  |             |                     |
| 96 | 8          | «Одиночество» «Solitude»   | Пол Шапиро     | Тодд Славкин и Даррен Свиммер                               | 17 ноября 2005   | 2T6408      | 5.97                |
| Профессор Файн уговаривает Кларка разрушить Крепость Одиночества. После того, как Марта заболевает неизвестной болезнью, жить ей остаются считанные часы. Кларк обращается к профессору Файн, который убеждает Кларка, что именно Джор-Эл повинен в болезни матери, и что единственный способ спасти ей жизнь — уничтожить Крепость Одиночества. Но как только они вдвоем прибывают в Крепость, профессор Файн пытается освободить генерала Зода и уничтожить Кларка. |            |                            |                |                                                             |                  |             |                     |
| 97 | 9          | «Рождество Лекса» «Lexmas» | Рик Розенталь  | Холли Гарольд                                               | 8 декабря 2005   | 2T6409      | 5.37                |
| Лекс получает конверт с компроматом, который может уничтожить жизнь Джонатана. Он должен решить, будет ли использовать это, так как нанесёт ущерб Кларку и Марте. Прежде чем он успевает принять решение, в него стреляют и он впадает в кому. Ему снится, что его мать навещает его. И показывает ему какая была бы жизнь, если бы он был вдали от отца и ЛюторКорп. В другой жизни у Лекса счастливый брак с Ланой, которая ожидает ребенка. Тем временем Хлоя просит Кларка использовать свои способности, чтобы отправить рождественские подарки нуждающимся детям.                               |            |                            |                |                                                             |                  |             |                     |
| 98 | 10         | «Фанатик» «Fanatic»        | Майкл Рол      | Уэнди Мерикл                                                | 12 января 2006   | 2T6410      | 5.45                |
| Джонатан получает угрозы из таинственного источника, который убеждает его выйти из предвыборной гонки. Позже, когда Кларк находит отца окровавленным и избитым, он решает найти нападавшего. Он обнаруживает, что группа сторонников Лекса собирается сделать что угодно, чтобы Лекс выиграл выборы. Лоис похищена и её жизни угрожают, заставляя убить Джонатана во время его речи. Лайонел предлагает Марте деньги, чтобы помочь кампании Джонатана. Лана убеждена, что ответы, которые она ищет, лежат в расследовании первого метеоритного дождя.                                                 |            |                            |                |                                                             |                  |             |                     |
| 99 | 11         | «Блокировка» «Lockdown»    | Питер Эллис    | Стивен С. ДеНайт                                            | 19 января 2006   | 2T6411      | 4.90                |
| Двое полицейских, которые видели, как приземлился космический корабль во время метеоритного дождя, захватывают Лекса и Лану. Они угрожают их убить, если Лекс не откроет им местоположение корабля. Они пытаются спрятаться в бункере в особняке, и Лекс получает пулю, предназначенную Лане. Испугавшись, что Лекс может умереть, Лана просит его рассказать полицейским, где находится корабль, но он утверждает, что корабль исчез несколько недель назад. Тем временем, Кларк узнает, что Лана исследовала космический корабль с Лексом, и боится, что она совсем близко, чтобы узнать его тайну. |            |                            |                |                                                             |                  |             |                     |
| 100 | 12         | «Расплата» «Reckoning»     | Грег Биман     | Келли Содерс и Брайан Питерсон                              | 26 января 2006   | 2T6412      | 6.28                |
| Кларк наконец открывает свой секрет Лане. Джонатан и Лекс узнают результаты выборов в сенат. А во время автокатастрофы умирает тот, кого любит Кларк. В отчаянии он обращается за помощью к Джор-Элу. |            |                            |                |                                                             |                  |             |                     |
| 101 | 13         | «Возмездие» «Vengeance»    | Жанно Шварц    | Эл Сэпштайн и Тури Мейер                                    | 2 февраля 2006   | 2T6413      | 5.37                |
| На Марту нападают грабители, но её спасает таинственная женщина. Кларк узнает, что новый репортер Дэйли Плэнет неуклюжая Андреа, на самом деле мстительница, которая борется со злом по ночам. |            |                            |                |                                                             |                  |             |                     |
| 102 | 14         | «Могила» «Tomb»            | Уитни Рансик   | Стивен С. ДеНайт                                            | 9 февраля 2006   | 2T6414      | 5.41                |
| Дух молодой девушки появляется после того как Хлоя Салливан находит труп в стенах Телона. Кларк и Хлоя должны последовать за духом и найти её убийцу, который мучает девушек в Смолвиле на протяжении 10 лет. |            |                            |                |                                                             |                  |             |                     |
| 103 | 15         | «Киборг» «Cyborg»          | Глен Уинтер    | Каролин Драйз                                               | 16 февраля 2006  | 2T6415      | 6.24                |
| Полный сочувствия доктор отпускает на волю Виктора — получеловека, полумашину, над которым проводили эксперименты в ЛюторКорп, но как только он убегает, его сбивает Лана. Видя, что на Викторе нет и царапины, она обращается к Кларку, который быстро находит киборга. Вместе они пытаются найти девушку Виктора, но прежде чем им это удаётся, Лекс забирает пациента обратно в ЛюторКорп. |            |                            |                |                                                             |                  |             |                     |
| 104 | 16         | «Гипнотик» «Hypnotic»      | Майкл Рол      | Тодд Славкин и Даррен Свиммер                               | 30 марта 2006    | 2T6416      | 4.78                |
| Лекс узнает, что профессор Файн, находится в Гондурасе, и хочет поквитаться с ним. Кларк встречается с красивой и соблазнительной девушкой Симоной, которая использует гипнотические чары, чтобы все исполняли каждое её желание. Кларк раскрывает свои способности Симоне, которая решает воспользоваться Кларком, чтобы убить Лекса. |            |                            |                |                                                             |                  |             |                     |
| 105 | 17         | «Пустота» «Void»           | Жанно Шварц    | Холли Гарольд                                               | 6 апреля 2006    | 2T6417      | 4.24                |
| Все ещё расстроенная расставанием с Кларком, Лана принимает опасную сыворотку и видит умерших родителей. Обеспокоенный Кларк торопится помочь Лане. В результате его укалывают криптонитовой сывороткой, и ему удается пообщаться с недавно погибшим Джонатоном, который предупреждает его, что Лайонел знает его секрет. А Лайонел тем временем продолжает сближаться с Мартой. |            |                            |                |                                                             |                  |             |                     |
| 106 | 18         | «Хрупкость» «Fragile»      | Том Уэллинг    | Тодд Славкин и Даррен Свиммер                               | 13 апреля 2006   | 2T6418      | 3.94                |
| Кларк и Марта приютили маленькую девочку Медди после трагической смерти её приёмной матери. Когда выясняется, что у Медди есть сила разрушать стекло, она становится главной подозреваемой. Тем временем, Хлоя застала Лекса и Лану в неловкой ситуации. |            |                            |                |                                                             |                  |             |                     |
| 107 | 19         | «Прощение» «Mercy»         | Джеймс Маршалл | Стивен С. ДеНайт                                            | 20 апреля 2006   | 2T6419      | 4.41                |
| Маньяк в маске берет Лайонела в заложники и организовывает серию тщательно спланированных игр. Лайонел должен выиграть, чтобы остаться в живых. Кларк сообщает Марте, что Лайонел знает его секрет, она собирается поговорить с ним, но неожиданно становится частью игры маньяка. |            |                            |                |                                                             |                  |             |                     |
| 108 | 20         | «Тень» «Fade»              | Терренс О’Хара | Тури Мейер и Эл Сэпштайн                                    | 27 апреля 2006   | 2T6420      | 4.34                |
| В Метрополисе Кларк спасает жизнь незнакомцу по имени Грехем, который обещает отплатить Кларку за его доброту. К несчастью Грехем оказывается наёмным убийцей с способностью становиться невидимым, и решает убить Лекса, потому что это было бы лучшим подарком для Кларка. |            |                            |                |                                                             |                  |             |                     |
| 109 | 21         | «Оракул» «Oracle»          | Патрик Норрис  | Телесценарий: Каролин Драйз Сюжет: Нил Сэдхи и Дэн Сэлзберг | 4 мая 2006       | 2T6421      | 4.81                |
| Кларк поражен, когда видит привидение своего отца на кладбище, но ещё больше его шокирует то, что он говорит ему убить Лайонела. Тем временем Лекс разрабатывает вакцину против смертельного вируса Файна, но тот вступает в дело и вводит вакцину, что вызывает своеобразную реакцию у Лекса. |            |                            |                |                                                             |                  |             |                     |
| 110 | 22         | «Сосуд» «Vessel»           | Джеймс Маршалл | Келли Содерс и Брайан Питерсон                              | 11 мая 2006      | 2T6422      | 4.85                |
| Брэйниак (Файн) выпускает смертельный вирус, который может убить миллионы людей, и отказывается дать вакцину Кларку, пока тот не согласится выпустить Зода. Кларк обращается к Лайонолу, который однажды общался с Джор-Элом. Тем временем Лекс шокирован своими новыми способностями. Он рассказывает о них Лане, которая решает быть с ним, во что бы то ни стало, ещё не зная какой оборот примет жизнь Лекса с помощью дьявольских махинаций Брэйниака. |            |                            |                |                                                             |                  |             |                     |